# Uros Miloradović
Uros Miloradović (in serbo Урош Милорадовић?; Požarevac, 14 ottobre 2000) è un calciatore serbo, centrocampista del Mladi Radnik.

## Caratteristiche tecniche
È un mediano che può giocare anche al centro della difesa.

## Carriera
Cresciuto nelle giovanili del Brodarac, nel gennaio 2019 si trasferisce al Crvena Zvezda N.S. dove gioca 16 incontri in Srpska liga Vojvodina; terminata le stagione si trasferisce al Radnički Niš con cui debutta fra i professionisti il 21 settembre in occasione dell'incontro di Superliga vinto 1-0 contro l'Inđija.
Il 27 agosto 2020 si trasferisce a titolo definitivo allo Zlatibor Čajetina, appena promosso dalla seconda divisione; realizza la sua prima rete il 16 novembre nel match di Kup Srbije perso 4-2 contro la Stella Rossa.

## Statistiche
Statistiche aggiornate al 23 aprile 2021.

### Presenze e reti nei club
| Stagione        | Squadra            | Campionato      | Campionato | Campionato | Coppe nazionali | Coppe nazionali | Coppe nazionali | Coppe continentali | Coppe continentali | Coppe continentali | Altre coppe | Altre coppe | Altre coppe | Totale | Totale | Totale |
| Stagione        | Squadra            | Comp            | Pres       | Reti       | Comp            | Pres            | Reti            | Comp               | Pres               | Reti               | Comp        | Pres        | Reti        | Pres   | Reti   |        |
| --------------- | ------------------ | --------------- | ---------- | ---------- | --------------- | --------------- | --------------- | ------------------ | ------------------ | ------------------ | ----------- | ----------- | ----------- | ------ | ------ | ------ |
| gen.-giu. 2019  | Crvena Zvezda N.S. | 3L              | 16         | 0          |                 | -               | -               |                    | -                  | -                  |             | -           | -           | 16     | 0      |        |
| 2019-2020       | Radnički Niš       | SL              | 7          | 0          | CS              | 3               | 0               |                    | -                  | -                  |             | -           | -           | 10     | 0      |        |
| 2020-2021       | Zlatibor Čajetina  | SL              | 18         | 0          | CS              | 1               | 1               |                    | -                  | -                  |             | -           | -           | 19     | 1      |        |
| Totale carriera | Totale carriera    | Totale carriera | 41         | 0          |                 | 4               | 1               |                    | -                  | -                  |             | -           | -           | 45     | 1      |        |